# Teresa Ansúrez
Teresa Ansúrez (antes de 943-Oviedo, 25 de abril del 997) fue una reina consorte de León por su matrimonio con Sancho I, rey de León, e hija de Ansur Fernández, conde de Monzón, y de Gontroda Nuñez, hija de Nuño Velaz y nieta de Vela Jiménez, conde de Álava, según Jaime de Salazar y Acha.

## Biografía
Contrajo matrimonio con el rey Sancho I antes del 28 de marzo de 959. De este matrimonio nació un hijo:
- Ramiro III de León (961-984). Sucedió a su padre en el trono leonés.

Después de fallecer el rey en 966, tomó los hábitos e ingresó en el monasterio de San Pelayo de Oviedo del que llegó a ser abadesa. En esta situación asumió la tutela del reino de León junto con la hermana de su difunto esposo, Elvira Ramírez, durante la minoría de edad de su hijo Ramiro.
En el mismo monasterio se encontraba la repudiada reina Velasquita de León y probablemente, según la profesora Margarita Torres, fue ahí donde surgió la idea del matrimonio del infante Ordoño Ramírez el Ciego, nieto de Teresa, con la infanta Cristina Bermúdez, hija de Bermudo II de León y de Velasquita, uniendo de esta forma ambas líneas reales. Teresa y Velasquita aparecen juntas el 4 de marzo de 996, corroborando una donación del rey Bermudo junto a su segunda esposa, la reina Elvira, al monasterio de San Pelayo.

## Sepultura
Recibió sepultura en el panteón de reyes de la Catedral de Oviedo, ubicado en la capilla de Nuestra Señora del Rey Casto, junto al sepulcro que contenía los restos de la reina Elvira Menéndez, esposa del rey Ordoño II de León. En la tumba que compartía con la reina Elvira aparecía la siguiente inscripción:

...ET HOC ETIAM LOCULO REGINA TYRESSIA CLAUDITUR.